# Associazione Sportiva Reggina 1957-1958
Questa pagina raccoglie i dati riguardanti l'Associazione Sportiva Reggina nelle competizioni ufficiali della stagione 1957-1958.

## Stagione
La squadra, allenata per la terza stagione consecutiva da Oronzo Pugliese, ha concluso la Serie C 1957-1958 all'undicesimo posto.

## Rosa
| N. |                   | Ruolo | Calciatore          |
| -- | ----------------- | ----- | ------------------- |
| -  | Italia (bandiera) | P     | Mario Francalancia  |
| -  | Italia (bandiera) | D     | Giorgio Oblach      |
| -  | Italia (bandiera) | D     | Antonio Bumbaca     |
| -  | Italia (bandiera) | C     | Sergio Quaiattini   |
| -  | Italia (bandiera) | C     | Alberto Gatto       |
| -  | Italia (bandiera) | A     | Vincenzo Ferrulli   |
| -  | Italia (bandiera) | D     | Giuliano Piovanelli |
| -  | Italia (bandiera) | A     | Pietro Leoni        |
| -  | Italia (bandiera) | C     | Natale Casisa       |

| N. |                   | Ruolo | Calciatore          |
| -- | ----------------- | ----- | ------------------- |
| -  | Italia (bandiera) | A     | Aurelio Bongiovanni |
| -  | Italia (bandiera) | A     | Arturo Barozzi      |
| -  | Italia (bandiera) | A     | Emilio Scarlattei   |
| -  | Italia (bandiera) | A     | Costante Zanutel    |
| -  | Italia (bandiera) | D     | Vincenzo Magni      |
| -  | Italia (bandiera) | C     | Domenico De Vito    |
| -  | Italia (bandiera) | C     | Giancarlo Cadè      |
| -  | Italia (bandiera) | D     | Giampiero Mariani   |
| -  | Italia (bandiera) | D     | Luciano Belli       |

## Piazzamenti
- Serie C: 11º posto.